# Pierre Sauvaigo
Pour les articles homonymes, voir Sauvaigo.
Pierre Sauvaigo est un homme politique et avocat français, né le 3 mai 1921 à Paris et mort le 28 février 1983 à Cagnes-sur-Mer.

## Biographie
Pierre Sauvaigo s'engage dans la Résistance. Il devient par la suite avocat. En 1947, il est délégué départemental adjoint du service d'ordre du RPF des Alpes-Maritimes. Il crée le service d'ordre du RPF à Cagnes-sur-Mer. En 1948, il est délégué départemental adjoint du RPF des Alpes-Maritimes.
Il est élu maire de Cagnes-sur-Mer en 1961. Il est réélu à ce siège plusieurs fois jusqu'à sa mort en 1983, alors qu'il est en campagne pour sa réélection aux élections municipales de 1983.
En 1973, il est élu député des Alpes-Maritimes et s'apparente au groupe UDR puis RPR. Il est réélu sous l'étiquette RPR aux élections législatives de 1978 et s'apparente de nouveau au groupe RPR. Réélu en 1981 et siégant dans le groupe RPR, son troisième mandat est interrompu par son décès. Il est alors remplacé par son suppléant, le maire du Cannet Pierre Bachelet.
Sa veuve, Suzanne Sauvaigo, devient maire de Cagnes-sur-Mer de 1985 à 1995 et députée de 1988 à 1997.

## Mandats
Député
- 11/03/1973 - 02/04/1978 : Député des Alpes-Maritimes
- 19/03/1978 - 22/05/1981 : Député des Alpes-Maritimes
- 14/06/1981 - 27/02/1983 : Député des Alpes-Maritimes

Maire
- 1961-1983 : Maire de Cagnes-sur-Mer